# Tonalá
Tonalá je jedno z největších měst v mexickém státě Jalisco, součást metropolitní oblasti Guadalajara. Rozkládá se na ploše přibližně 52 km² v nadmořské výšce kolem 1540 m a v roce 2020 v něm žilo 442 440 obyvatel (v celé obci pak 569 913). Sídlo existovalo již v době příchodu španělského dobyvatele Nuña de Guzmána v roce 1530, po porážce místních dostalo název Santiago de Tonalá. V centru města se nachází farní kostel apoštola Santiaga ze 16. století. Pravidelně se zde konají trhy s rukodělnými uměleckými předměty, obzvláště keramickými.